# شوولز (نبراسکا)
شوولز(به انگلیسی: Sholes) شهری در ایالت نبراسکا کشور ایالات متحده آمریکا است که جمعیت آن در سرشماری سال ۲۰۱۰ میلادی، ۲۱ نفر بوده‌است.